# Koyunoğlu, Alaca
Koyunoğlu là một xã thuộc huyện Alaca, tỉnh Çorum, Thổ Nhĩ Kỳ. Dân số thời điểm năm 2010 là 111 người.